# Frketić Selo
Frketić Selo is een plaats in de gemeente Netretić in de Kroatische provincie Karlovac. De plaats telt 57 inwoners (2001).